# Rustenhart
Rustenhart település Franciaországban, Haut-Rhin megyében. Lakosainak száma 964 fő (2022. január 1.). Rustenhart Dessenheim, Heiteren, Nambsheim, Balgau, Hirtzfelden, Niederentzen és Oberhergheim községekkel határos.

## Népesség
A település népessége az elmúlt években az alábbi módon változott:
| Lakosok száma | 825  | 846  | 856  | 859  | 873  | 888  | 902  | 927  | 964  |
|               | 2013 | 2015 | 2016 | 2017 | 2018 | 2019 | 2020 | 2021 | 2022 |